# Освіта в Маріуполі
Освіта в Маріуполі

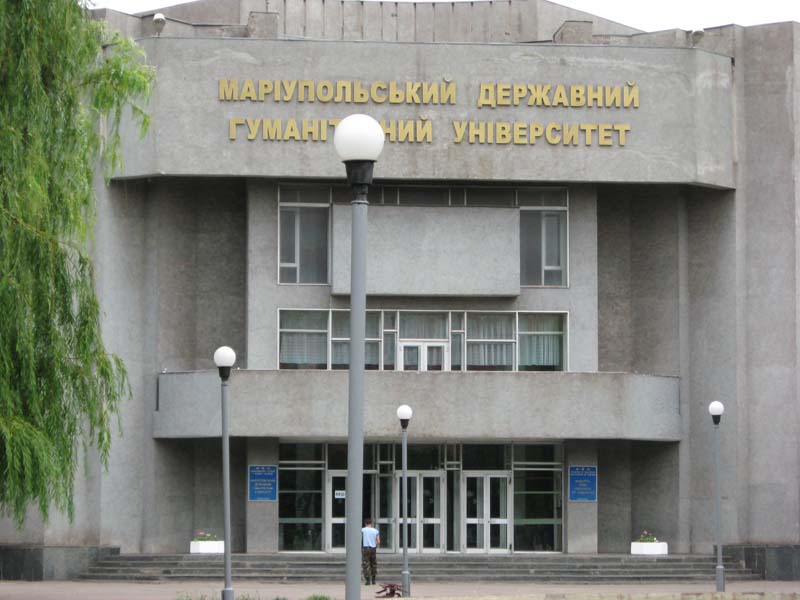
Маріупольський державний університет, МДУ (в минулому гуманітарний інститут)

В місті 2 державних університети, 3 інститути, 2 академії, 6 технікумів, 4 коледжі.
Працює 81 загальноосвітня установ, у тому числі 67 загальноосвітніх шкіл (навчаються 48 500 школярів), 2 гімназії, 3 ліцеї, 4 вечірні школи, 3 інтернати, 2 приватні школи, 11 професійно-технічних установ (6 274 учнів), 94 дитячих дошкільних установ (12 700 дітей).

## Університети
- Приазовський державний технічний університет, ПДТУ (в минулому металургійний інститут)
- Маріупольський державний університет, МДУ (в минулому гуманітарний інститут)

## Інститути
- Азовський інститут морського транспорту (в минулому Азовський морський інститут Одеської державної морської академії)
- Інститут держави та права
- Інститут інформаційних технологій

## Академії
- Маріупольське представництво міжрегіональної академії управління персоналом (МАУП)
- Азовське відділення Академії економічних наук і підприємницької діяльності

## Технікуми
- Механіко-металургійний технікум
- Машинобудівний технікум
- Будівельний технікум
- Електромеханічний технікум (Маріуполь)
- Індустріальний технікум
- Технікум Донецького державного університету економіки та торгівлі

## Коледжі
- Хаббард-коледж
- Інтелект-коледж
- Бізнес-коледж
- Транспортний коледж ПДТУ

## Училища
- Медичне училище
- Музичне училище
- Училище міліції

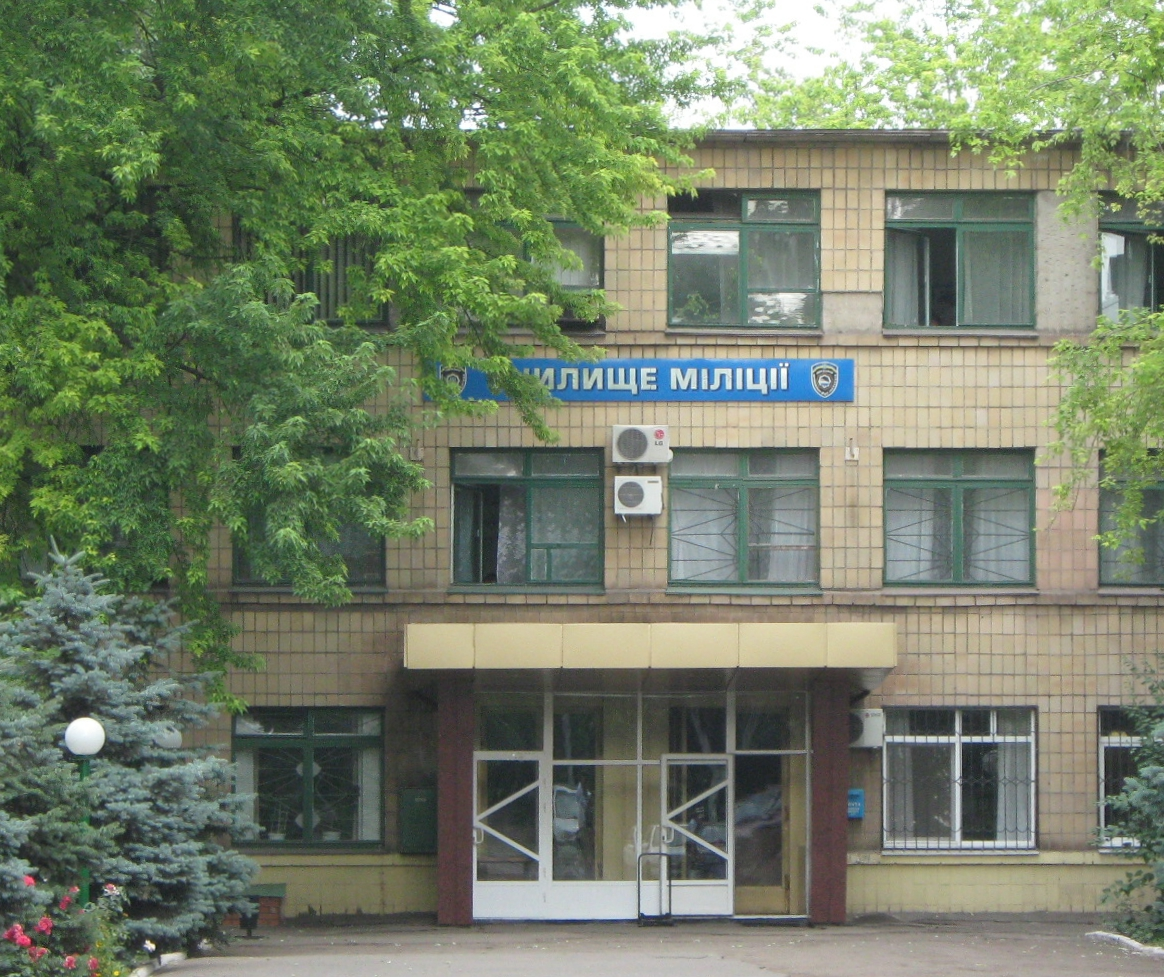
Училище міліції

А також №№ 1, 2, 3, 4, 52, 60, 64, 74, 99, 131, 141, 156.

## Гімназії
- Олександрівська гімназія
- Гімназія №1
- Гімназія №2 (в минулому ЗОШ №60)

## Ліцеї

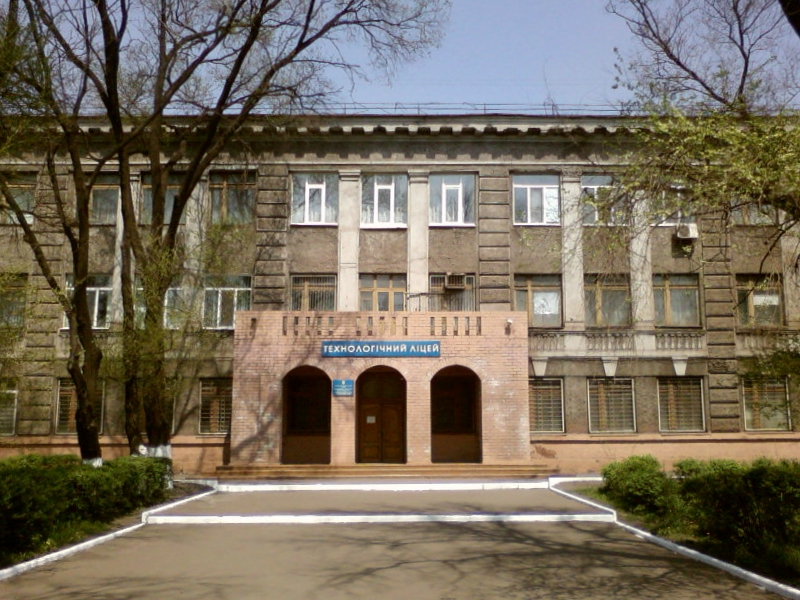
Технологічний ліцей

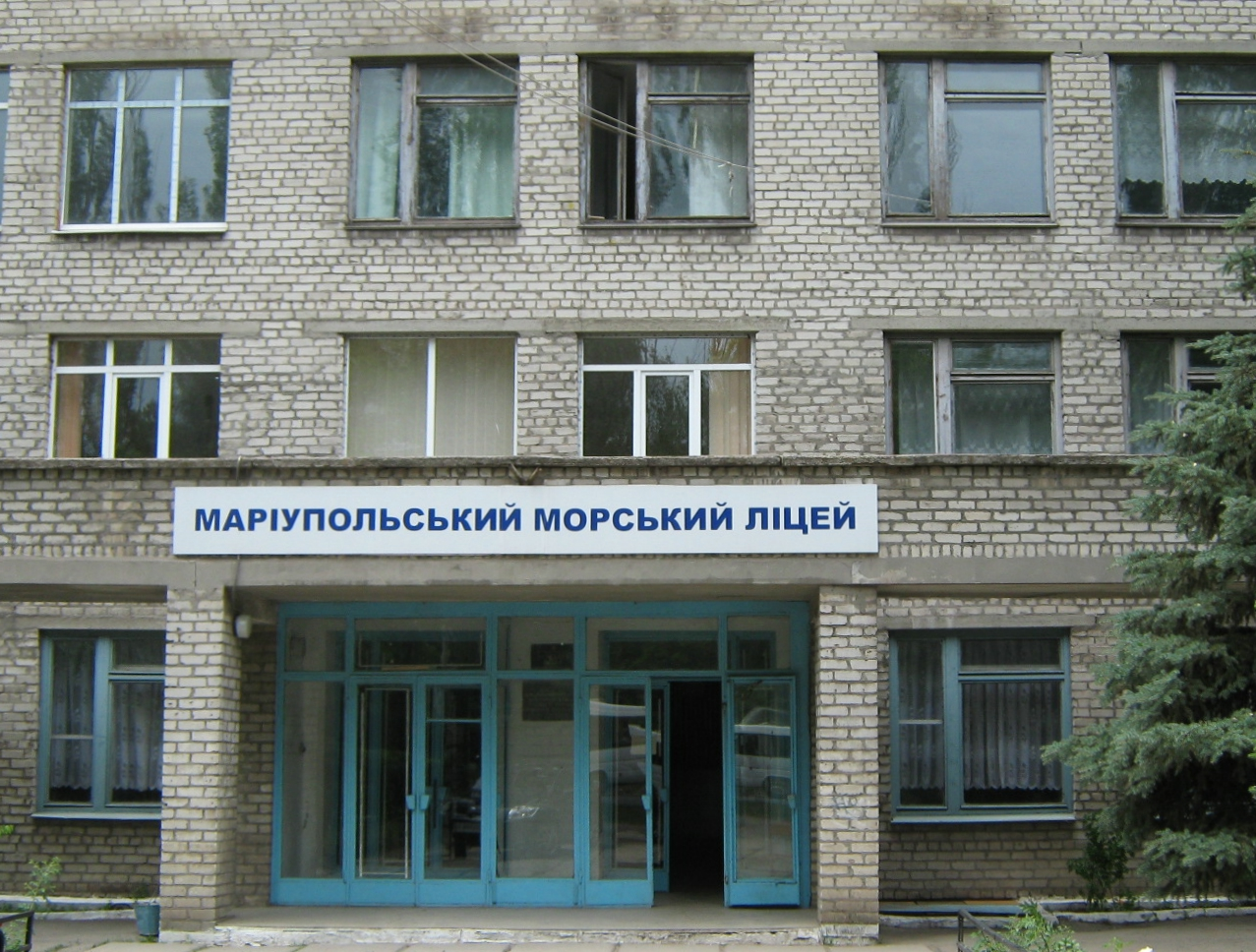
Морський ліцей

- Міський ліцей
- Технічний ліцей
- Морський ліцей
- Технологічний ліцей

## Музичні школи
- №1
- №2
- №3
- №4
- №5

## Художні школи
- Маріупольська художня школа імені А. Куїнджі
- Маріупольська школа мистецтв

## Джерела

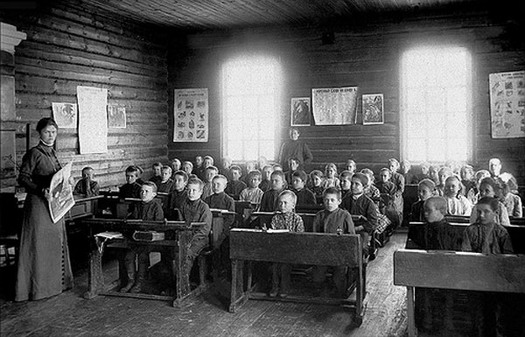
Одна із шкіл маріупольської Земської управи. Газета «Приазовский Край» від 14 листопада 1891 року.

## Приватні школи
- Поліглот
- Лінгва
- Альтер-Его

## Загальноосвітні школи
Маріупольська спеціалізована школа І-ІІІ ступенів №40 імені Миська Є.М.